# Dicke Luft in der Gruft
Dicke Luft in der Gruft ist ein Brettspiel von Norbert Proena. Die Grafik stammt von Victor Boden. Erschienen ist es in Deutschland 2004 im Zoch Verlag. Es wurde auf die Nominierungsliste zum Spiel des Jahres aufgenommen und erhielt im selben Jahr den Deutschen Kinderspielepreis, beim Schweizer Spielepreis in der Kategorie Familienspiele wurde es auf den 3. Platz gewählt.

## Spiel
Zum Spiel gehören ein aus vier Teilen zusammensteckbares Spielbrett, 60 Vampirplättchen, 66 Grabdeckelplättchen, 13 Holzpflöcke, 18 Knoblauchkarten und eine Spielanleitung.

### Ablauf

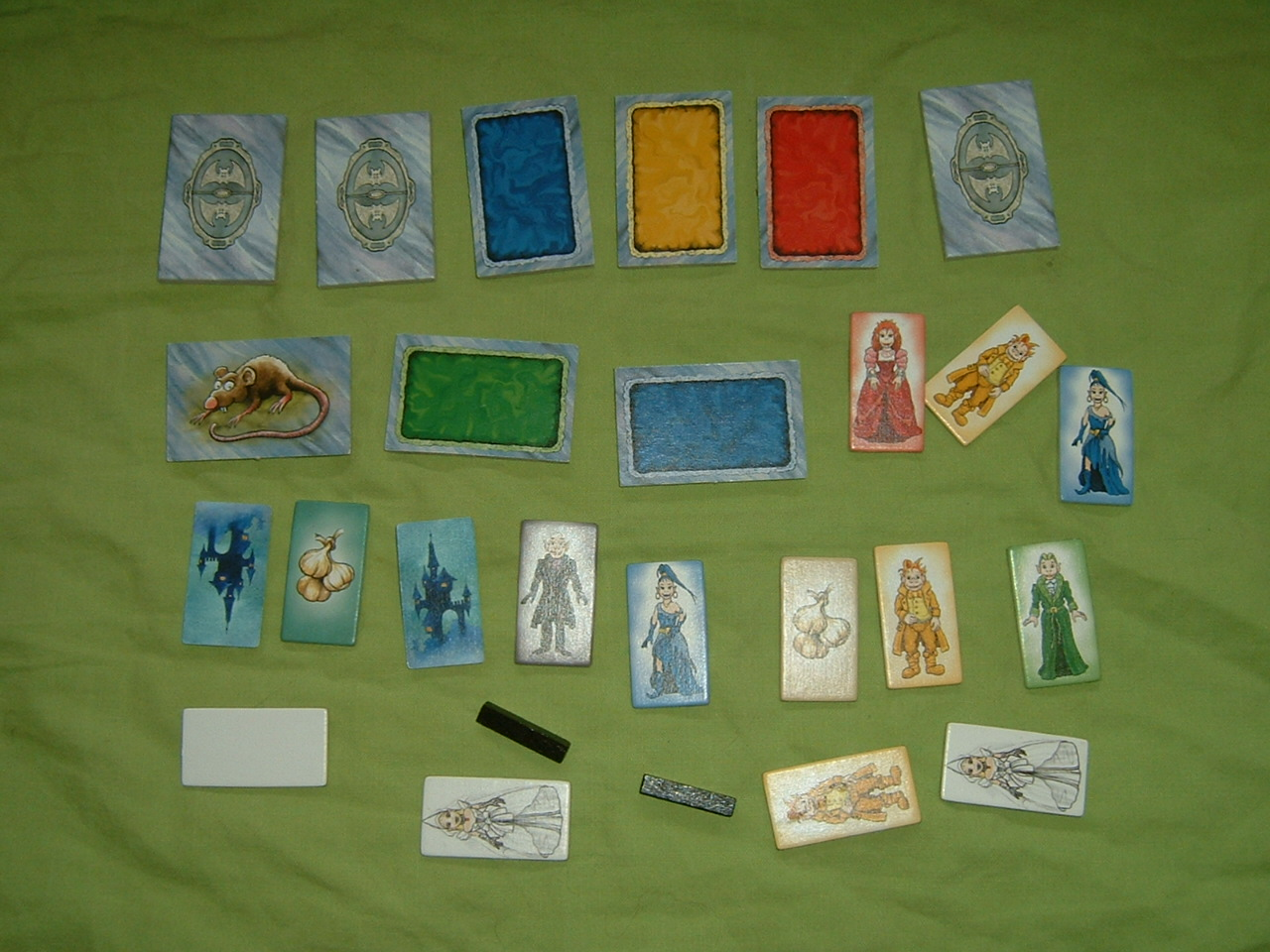
Zubehör

Der doppelbödige Spielplan zeigt einen Friedhof mit 60 leeren Grüften, die mit einem Sargdeckel, dessen Unterseite eine von sechs Farben aufweist, verschlossen sind. Jeder Spieler erhält zehn Vampire in verschiedenen Farben, die es gilt, vor Sonnenaufgang in eine passende Gruft zu platzieren. Der Beginner darf einen Sargdeckel öffnen und wenn die Farbe mit der seines Vampirs übereinstimmt, diesen ablegen. Deckt man eine leere Gruft mit unpassender Farbe auf, darf man eine seiner drei Knoblauchkärtchen hineinlegen. Wird diese dann von einem Mitspieler aufgedeckt, darf man diesem einen Vampir schenken, deckt man seinen eigenen Knoblauch auf, erhält man von jedem Mitspieler ein Vampirplättchen. Einen Holzpfahl erhält man, wenn man eine belegte Gruft öffnet. Bei drei Pfählen erhält man von jedem Mitspieler ebenfalls einen Vampir. Wer zuerst alle Vampire loswurde, gewinnt das Spiel.

## Ausgaben
Das Spiel Dicke Luft in der Gruft wurde 2004 in Deutschland veröffentlicht. Im selben Jahr erschien es auf Englisch unter dem Titel Dawn Under. In den Niederlanden wurde es unter dem Titel Middernacht, Vampierenjacht! und in Finnland seit 2005 unter Vimmaiset vampyyrit vertrieben. 2005 veröffentlichte der Autor zudem die Erweiterung Frische Luft für die Gruft.
Das Spiel erscheint seit 2022 in einer neuen Version unter dem Titel Dawn Under – Dicke Luft in der Gruft unter dem Label Topp im Frechverlag.

## Auszeichnungen
Dieses Familienspiel mit starken Memoryelementen stand 2004 auf der Nominierungsliste zum Spiel des Jahres. Zudem erhielt es im selben Jahr den Deutschen Kinderspielepreis und wurde beim Schweizer Spielepreis in der Kategorie Familienspiele auf den 3. Platz gewählt.